# L'àvia i el foraster
L'àvia i el foraster és una pel·lícula valenciana dirigida per Sergi Miralles, i escrita per ell junt amb Mila Luengo i María Mínguez. És una producció d'Alhena Production i Aire de Cinema amb la participació d'À Punt Mèdia i 3Cat.  Va participar en secció oficial en el Festival Internacional de Cinema en Català FIC-CAT, al Festival de Cinema d'Alacant del 2024, i en el Festival Internacional de Cine de València - Cinema Jove. En els seus primers tres dies a la cartellera, va acumular uns 3.000 espectadors, dels més de 17.000 que té actualment.

## Sinopsi
Teresa, la cosidora del poble, rep una proposta especial de Samir, el pakistanès de la fruiteria, que en realitat era sastre al seu país. Tots dos col·laboren, però ho han de fer en secret per por del que puga dir la gent del poble. De sobte Teresa mor i l'Enric, el seu net que viu a Manchester, torna al poble en plena crisi vital.

## Premis
- Tessel·la d'or - Millor pel·lícula del Festival Internacional de Cinema d'Alacant.[7]
- Tessel·la de plata - Millor actriu per a Neus Agulló del Festival Internacional de Cinema d'Alacant.[7]
- Tessel·la de plata - Millor actor per a Kandarp Mehta del Festival Internacional de Cinema d'Alacant.[7]
- Premi de la Crítica "Sergio Balseyro" del Festival Internacional de Cinema d'Alacant.[7]
- Premis Lola Gaos 2025, 13 nominacions